# Championnats du monde d'Ironman 2009
Navigation
Édition précédente Édition suivante
Les championnats du monde d'Ironman 2009 se déroule le 10 octobre 2009 à Kailua-Kona dans l'État d'Hawaï. Ils sont organisés par la World Triathlon Corporation.

## Résultats du championnat du monde

### Hommes
| Pos.     | Temps           | Nom             | Pays       | Détail temps | Détail temps | Détail temps    | Détail temps | Détail temps    |
| Pos.     | Temps           | Nom             | Pays       | Natation     | T1           | Cyclisme        | T2           | Course à pied   |
| -------- | --------------- | --------------- | ---------- | ------------ | ------------ | --------------- | ------------ | --------------- |
|          | 8 h 20 min 21 s | Craig Alexander | Australie  | 50 min 57 s  | 1 min 44 s   | 4 h 37 min 33 s | 2 min 04 s   | 2 h 48 min 05 s |
|          | 8 h 22 min 56 s | Chris Lieto     | États-Unis | 51 min 07 s  | 1 min 44 s   | 4 h 25 min 11 s | 2 min 21 s   | 3 h 02 min 35 s |
|          | 8 h 24 min 32 s | Andreas Raelert | Allemagne  | 51 min 00 s  | 2 min 05 s   | 4 h 38 min 01 s | 2 min 25 s   | 2 h 51 min 05 s |
| 4        | 8 h 25 min 20 s | Chris McCormack | Australie  | 52 min 51 s  | 1 min 55 s   | 4 h 32 min 45 s | 1 min 53 s   | 2 h 55 min 59 s |
| 5        | 8 h 28 min 17 s | Rasmus Henning  | Danemark   | 51 min 06 s  | 2 min 03 s   | 4 h 37 min 07 s | 2 min 30 s   | 2 h 55 min 33 s |
| 6        | 8 h 28 min 52 s | Timo Bracht     | Allemagne  | 54 min 30 s  | 1 min 49 s   | 4 h 33 min 49 s | 2 min 19 s   | 2 h 56 min 27 s |
| 7        | 8 h 29 min 55 s | Dirk Bockel     | Luxembourg | 50 min 50 s  | 1 min 56 s   | 4 h 37 min 29 s | 2 min 00 s   | 2 h 57 min 42 s |
| 8        | 8 h 30 min 15 s | Pete Jacobs     | Australie  | 50 min 03 s  | 1 min 43 s   | 4 h 38 min 41 s | 2 min 35 s   | 2 h 57 min 14 s |
| 9        | 8 h 30 min 30 s | Andy Potts      | États-Unis | 47 min 45 s  | 1 min 56 s   | 4 h 46 min 07 s | 2 min 29 s   | 2 h 52 min 15 s |
| 10       | 8 h 31 min 44 s | Faris Al-Sultan | Allemagne  | 50 min 53 s  | 1 min 49 s   | 4 h 33 min 40 s | 2 min 13 s   | 3 h 03 min 11 s |
| Source : |                 |                 |            |              |              |                 |              |                 |

### Femmes
| Pos.     | Temps           | Nom                  | Pays             | Détail temps    | Détail temps | Détail temps    | Détail temps | Détail temps    |
| Pos.     | Temps           | Nom                  | Pays             | Natation        | T1           | Cyclisme        | T2           | Course à pied   |
| -------- | --------------- | -------------------- | ---------------- | --------------- | ------------ | --------------- | ------------ | --------------- |
|          | 8 h 54 min 02 s | Chrissie Wellington  | Grande-Bretagne  | 54 min 31 s     | 2 min 15 s   | 4 h 52 min 07 s | 2 min 05 s   | 3 h 03 min 06 s |
|          | 9 h 13 min 59 s | Mirinda Carfrae      | Australie        | 58 min 45 s     | 1 min 54 s   | 5 h 14 min 18 s | 2 min 14 s   | 2 h 56 min 51 s |
|          | 9 h 15 min 28 s | Virginia Berasategui | Espagne          | 58 min 52 s     | 2 min 04 s   | 5 h 01 min 42 s | 2 min 08 s   | 3 h 10 min 43 s |
| 4        | 9 h 23 min 43 s | Tereza Macel         | Tchéquie         | 53 min 29 s     | 2 min 13 s   | 5 h 04 min 17 s | 2 min 35 s   | 3 h 21 min 12 s |
| 5        | 9 h 30 min 28 s | Samantha McGlone     | Canada           | 58 min 47 s     | 2 min 03 s   | 5 h 16 min 17 s | 1 min 57 s   | 3 h 11 min 27 s |
| 6        | 9 h 32 min 27 s | Rachel Joyce         | Grande-Bretagne  | 53 min 31 s     | 2 min 21 s   | 5 h 10 min 03 s | 2 min 51 s   | 3 h 23 min 43 s |
| 7        | 9 h 34 min 45 s | Joanna Lawn          | Nouvelle-Zélande | 57 min 16 s     | 2 min 10 s   | 5 h 19 min 10 s | 2 min 36 s   | 3 h 13 min 35 s |
| 8        | 9 h 38 min 28 s | Sandra Wallenhorst   | Allemagne        | 1 h 03 min 07 s | 2 min 30 s   | 5 h 20 min 43 s | 2 min 46 s   | 3 h 09 min 24 s |
| 9        | 9 h 40 min 59 s | Dede Griesbauer      | États-Unis       | 55 min 05 s     | 2 min 13 s   | 5 h 10 min 22 s | 2 min 29 s   | 3 h 30 min 53 s |
| 10       | 9 h 42 min 41 s | Tyler Stewart        | États-Unis       | 1 h 08 min 31 s | 2 min 20 s   | 5 h 06 min 20 s | 2 min 31 s   | 3 h 22 min 59 s |
| Source : |                 |                      |                  |                 |              |                 |              |                 |